# ポー川のひかり
『ポー川のひかり』（原題: Centochiodi）は、2007年のイタリア映画。

## ストーリー
夏季休業中のボローニャ大学で、大量の古文書が釘で磔刑のようにされるという事件が発生した。やがて将来有望な哲学科の教授が容疑者として浮かび上がってくる。だが、その教授はすでに姿を消していた。

## キャスト
- ラズ・デガン：教授
- ルーナ・ベンダンディ：ゼリンダ
- アミナ・シエド：女子学生
- ミケーレ・ザッタラ：司教
- ダミアーノ・スカイーニ
- フランコ・アンドレアーニ
- アンドレア・ランフレーディ

## スタッフ
- 監督・脚本：エルマンノ・オルミ
- 製作：ルイジ・ムジーニ、ロベルト・チクット
- 製作総指揮：エリザベッタ・オルミ
- 衣装：マウリッツオ・ミッレノッティ
- 音楽：ファビオ・ヴァッキ
- 美術：ジュゼッペ・ピッロッタ
- 編集：パオロ・コッテイニョーラ
- 録音：フランチェスコ・リオタルド
- 助監督：ガイア・ゴッリーニ
- 撮影監督：ファビオ・オルミ
- 製作主任：エツィオ・オリータ
- 日本語字幕：吉岡芳子